# Jon Inge Høiland
Jon Inge Høiland (Fåberg, 20 settembre 1977) è un ex calciatore norvegese, di ruolo difensore.

## Caratteristiche tecniche
Høiland può essere impiegato su tutta la linea di difesa, sebbene venga schierato prevalentemente come terzino destro. In molte partite, però, è stato schierato come centrale.

## Carriera

### Club

#### Bryne e Kongsvinger
Høiland debuttò nel Bryne – formazione all'epoca militante nella 1. divisjon – nel corso del campionato 1995. Giocò per questo club per due stagioni, al termine delle quali fu ceduto.
Nel 1997, Høiland fu ingaggiato dal Kongsvinger. Esordì nell'Eliteserien in data 20 aprile, schierato titolare nella vittoria per 2-1 sullo Haugesund. Il 28 giugno 1997, disputò il primo incontro nelle competizioni europee per club, giocando nell'edizione stagionale della Coppa Intertoto: fu titolare nella sconfitta per 2-1 contro l'Halmstad. Complessivamente, rimase al Kongsvinger per un biennio, nel corso del quale disputò 58 partite e mise a segno una rete.

#### Göteborg
Nel 1999, Høiland lasciò la natia Norvegia per trasferirsi agli svedesi del Göteborg. Vi giocò per i successivi quattro anni, totalizzando 92 presenze e 4 reti nell'Allsvenskan, la massima divisione locale.

#### Malmö e parentesi al Kaiserslautern
Nel 2003, Høiland fu ingaggiato dal Malmö. Debuttò con questa maglia il 7 aprile, sostituendo Matias Concha all'inizio del secondo tempo della sfida vinta per 2-0 contro l'Örebro. Il 27 aprile segnò la prima rete in squadra, in occasione del pareggio per 1-1 sul campo del GIF Sundsvall. L'anno seguente, contribuì alla vittoria finale del titolo nazionale, realizzando anche la rete del definitivo 1-0 nell'ultima giornata di campionato: un suo gol permise infatti di battere per 1-0 l'Elfsborg e il Malmö si laureò campione.
Il 2 gennaio 2006, Høiland fu ceduto in prestito ai tedeschi del Kaiserslautern. Il 29 gennaio esordì nella Bundesliga, nella sconfitta per 0-2 contro lo Schalke 04. Giocò 9 partite per il Kaiserslautern, che retrocesse a fine stagione.
Høiland fece allora ritorno in Svezia e giocò altre 16 partite di campionato per il Malmö, rimanendovi in forza fino all'estate dell'anno successivo.

#### Stabæk
Høiland rientrò in Norvegia nell'agosto 2007, firmando per lo Stabæk. Tornò a calcare i campi dell'Eliteserien in data 22 ottobre, quando fu impiegato come titolare nella sconfitta per 2-1 in casa del Viking. Il 3 novembre realizzò la prima rete, contribuendo al successo per 0-5 sul campo dello Strømsgodset.
Un anno più tardi, aiutò lo Stabæk a centrare la vittoria finale in campionato, risultato raggiunto per la prima volta nella storia del club. Pochi mesi dopo, arrivò anche il successo nella Superfinalen 2009. Rimase in forza al club fino alla scadenza del contratto, alla fine del 2010.

#### Rosenborg
Agli inizi del 2011, Høiland fu ingaggiato dal Rosenborg, a parametro zero. Esordì in squadra il 20 marzo successivo, subentrando a Mushaga Bakenga nella sconfitta per 2-1 sul campo del Brann. Dopo la partita contro il Fredrikstad del 18 aprile, subì un infortunio al piede che inizialmente avrebbe dovuto tenerlo lontano dai campi da gioco per un massimo di tre settimane. In realtà, i tempi di recupero si allungarono e il giocatore fu operato per rimuovere un piccolo frammento osseo che gli provocava dolore alla caviglia. Høiland tornò in campo nel mese di settembre.
Il 23 luglio 2012, Høiland rinnovò il contratto che lo legava al Rosenborg per un'ulteriore stagione, fino al termine del campionato 2013.

#### Ritorno allo Stabæk
Il 3 dicembre 2013, lo Stabæk comunicò sul proprio sito internet l'ingaggio di Høiland, che tornò così in squadra dopo il triennio al Rosenborg. Il trasferimento sarebbe stato ratificato il 1º gennaio 2014, alla riapertura del calciomercato.

### Nazionale
Høiland giocò per diverse rappresentative giovanili norvegesi. Per quanto concerne l'Under-21, debuttò in data 20 luglio 1997, nella sconfitta per 2-0 contro l'Islanda. Partecipò al campionato europeo di categoria del 1998, in cui la selezione norvegese centrò il terzo posto finale.
Il 22 gennaio 2004, esordì per la Nazionale maggiore: fu infatti schierato titolare nella vittoria sulla Svezia, amichevole terminata sul risultato di 3-0, sul campo neutro di Hong Kong. Il 1º aprile 2009 realizzò la prima e unica rete per la Norvegia, nella vittoria per 3-2 sulla Finlandia. Il 29 maggio 2010, in occasione dell'incontro con il Montenegro, disputò la 25ª partita in Nazionale, traguardo che fu celebrato con la consegna del Gullklokka.

## Statistiche

### Presenze e reti nei club
Statistiche aggiornate al 16 novembre 2014.
| Stagione           | Club               | Campionato         | Campionato | Campionato | Coppe nazionali | Coppe nazionali | Coppe nazionali | Coppe continentali | Coppe continentali | Coppe continentali | Supercoppe | Supercoppe | Supercoppe | Totale | Totale |
| Stagione           | Club               | Comp               | Pres       | Reti       | Comp            | Pres            | Reti            | Comp               | Pres               | Reti               | Comp       | Pres       | Reti       | Pres   | Reti   |
| ------------------ | ------------------ | ------------------ | ---------- | ---------- | --------------- | --------------- | --------------- | ------------------ | ------------------ | ------------------ | ---------- | ---------- | ---------- | ------ | ------ |
| 1995               | Bryne              | 1D                 | 5          | 1          | CN              | ?               | ?               | -                  | -                  | -                  | -          | -          | -          | ?      | ?      |
| 1996               | Bryne              | 1D                 | 22         | 2          | CN              | ?               | ?               | -                  | -                  | -                  | -          | -          | -          | ?      | ?      |
| Totale Bryne       | Totale Bryne       | Totale Bryne       | 27         | 3          |                 | ?               | ?               |                    | -                  | -                  |            | -          | -          | ?      | ?      |
| 1997               | Kongsvinger        | ES                 | 22         | 0          | CN              | 3               | 1               | Int                | 3                  | 0                  | -          | -          | -          | 28     | 1      |
| 1998               | Kongsvinger        | ES                 | 23         | 0          | CN              | 2               | 0               | Int                | 3                  | 0                  | -          | -          | -          | 28     | 0      |
| Totale Kongsvinger | Totale Kongsvinger | Totale Kongsvinger | 45         | 0          |                 | 5               | 1               |                    | 6                  | 0                  |            | -          | -          | 56     | 1      |
| 1999               | Göteborg           | A                  | 22         | 0          | CS              | ?               | ?               | CU                 | ?                  | ?                  | -          | -          | -          | ?      | ?      |
| 2000               | Göteborg           | A                  | 21         | 0          | CS              | ?               | ?               | -                  | -                  | -                  | -          | -          | -          | ?      | ?      |
| 2001               | Göteborg           | A                  | 25         | 4          | CS              | ?               | ?               | -                  | -                  | -                  | -          | -          | -          | ?      | ?      |
| 2002               | Göteborg           | A                  | 24         | 0          | CS              | ?               | ?               | CU                 | ?                  | ?                  | -          | -          | -          | ?      | ?      |
| Totale Göteborg    | Totale Göteborg    | Totale Göteborg    | 92         | 4          |                 | ?               | ?               |                    | ?                  | ?                  |            | ?          | ?          | ?      | ?      |
| 2003               | Malmö              | A                  | 26         | 2          | CS              | ?               | ?               | CU                 | 0                  | 0                  | -          | -          | -          | ?      | ?      |
| 2004               | Malmö              | A                  | 25         | 4          | CS              | ?               | ?               | -                  | -                  | -                  | -          | -          | -          | ?      | ?      |
| 2005               | Malmö              | A                  | 23         | 2          | CS              | ?               | ?               | UCL                | 3                  | 0                  | -          | -          | -          | ?      | ?      |
| gen.-giu. 2006     | Kaiserslautern     | BL                 | 9          | 0          | CG              | -               | -               | -                  | -                  | -                  | -          | -          | -          | 9      | 0      |
| 2006               | Malmö              | A                  | 2          | 0          | CS              | ?               | ?               | -                  | -                  | -                  | -          | -          | -          | ?      | ?      |
| gen.-ago. 2007     | Malmö              | A                  | 14         | 1          | CS              | ?               | ?               | -                  | -                  | -                  | -          | -          | -          | ?      | ?      |
| Totale Malmö       | Totale Malmö       | Totale Malmö       | 90         | 9          |                 | ?               | ?               |                    | ?                  | ?                  |            | ?          | ?          | ?      | ?      |
| ago.-dic. 2007     | Stabæk             | ES                 | 3          | 1          | CN              | -               | -               | -                  | -                  | -                  | -          | -          | -          | 3      | 1      |
| 2008               | Stabæk             | ES                 | 22         | 2          | CN              | 5               | 3               | CU                 | 0                  | 0                  | -          | -          | -          | 27     | 5      |
| 2009               | Stabæk             | ES                 | 24         | 3          | CN              | 3               | 0               | UCL+UEL            | 0+1                | 0                  | SN         | 1          | 0          | 29     | 3      |
| 2010               | Stabæk             | ES                 | 27         | 2          | CN              | 3               | 0               | UEL                | 2                  | 0                  | -          | -          | -          | 32     | 2      |
| 2011               | Rosenborg          | ES                 | 10         | 0          | CN              | 0               | 0               | UCL                | 0                  | 0                  | -          | -          | -          | 10     | 0      |
| 2012               | Rosenborg          | ES                 | 19         | 0          | CN              | 0               | 0               | UEL                | 7                  | 0                  | -          | -          | -          | 26     | 0      |
| 2013               | Rosenborg          | ES                 | 8          | 0          | CN              | 5               | 0               | UEL                | 2                  | 1                  | -          | -          | -          | 15     | 1      |
| Totale Rosenborg   | Totale Rosenborg   | Totale Rosenborg   | 37         | 0          |                 | 5               | 0               |                    | 9                  | 1                  |            | -          | -          | 51     | 1      |
| 2014               | Stabæk             | ES                 | 23         | 3          | CN              | 2               | 0               | -                  | -                  | -                  | -          | -          | -          | 25     | 3      |
| Totale Stabæk      | Totale Stabæk      | Totale Stabæk      | 99         | 11         |                 | 13              | 3               |                    | 3                  | 0                  |            | 1          | 0          | 116    | 14     |
| Totale             | Totale             | Totale             | 399        | 27         |                 | ?               | ?               |                    | ?                  | ?                  |            | -          | -          | ?      | ?      |

### Cronologia presenze e reti in Nazionale
| Cronologia completa delle presenze e delle reti in nazionale ― Norvegia | Cronologia completa delle presenze e delle reti in nazionale ― Norvegia | Cronologia completa delle presenze e delle reti in nazionale ― Norvegia | Cronologia completa delle presenze e delle reti in nazionale ― Norvegia | Cronologia completa delle presenze e delle reti in nazionale ― Norvegia | Cronologia completa delle presenze e delle reti in nazionale ― Norvegia | Cronologia completa delle presenze e delle reti in nazionale ― Norvegia | Cronologia completa delle presenze e delle reti in nazionale ― Norvegia |
| Data                                                                    | Città                                                                   | In casa                                                                 | Risultato                                                               | Ospiti                                                                  | Competizione                                                            | Reti                                                                    | Note                                                                    |
| ----------------------------------------------------------------------- | ----------------------------------------------------------------------- | ----------------------------------------------------------------------- | ----------------------------------------------------------------------- | ----------------------------------------------------------------------- | ----------------------------------------------------------------------- | ----------------------------------------------------------------------- | ----------------------------------------------------------------------- |
| 22-1-2004                                                               | Hong Kong                                                               | Svezia                                                                  | 0 – 3                                                                   | Norvegia                                                                | Amichevole                                                              | -                                                                       |                                                                         |
| 25-1-2004                                                               | Hong Kong                                                               | Honduras                                                                | 1 – 3                                                                   | Norvegia                                                                | Amichevole                                                              | -                                                                       |                                                                         |
| 18-2-2004                                                               | Belfast                                                                 | Irlanda del Nord                                                        | 1 – 4                                                                   | Norvegia                                                                | Amichevole                                                              | -                                                                       |                                                                         |
| 8-9-2004                                                                | Oslo                                                                    | Norvegia                                                                | 1 – 1                                                                   | Bielorussia                                                             | Qual. Mondiali 2006                                                     | -                                                                       |                                                                         |
| 22-1-2005                                                               | Madinat al-Kuwait                                                       | Kuwait                                                                  | 1 – 1                                                                   | Norvegia                                                                | Amichevole                                                              | -                                                                       |                                                                         |
| 24-5-2005                                                               | Oslo                                                                    | Norvegia                                                                | 1 – 0                                                                   | Costa Rica                                                              | Amichevole                                                              | -                                                                       |                                                                         |
| 8-6-2005                                                                | Stoccolma                                                               | Svezia                                                                  | 2 – 3                                                                   | Norvegia                                                                | Amichevole                                                              | -                                                                       |                                                                         |
| 3-9-2005                                                                | Celje                                                                   | Slovenia                                                                | 2 – 3                                                                   | Norvegia                                                                | Qual. Mondiali 2006                                                     | -                                                                       |                                                                         |
| 12-10-2005                                                              | Minsk                                                                   | Bielorussia                                                             | 0 – 1                                                                   | Norvegia                                                                | Qual. Mondiali 2006                                                     | -                                                                       |                                                                         |
| 16-11-2005                                                              | Praga                                                                   | Rep. Ceca                                                               | 1 – 0                                                                   | Norvegia                                                                | Qual. Mondiali 2006                                                     | -                                                                       |                                                                         |
| 1-3-2006                                                                | Dakar                                                                   | Senegal                                                                 | 2 – 1                                                                   | Norvegia                                                                | Amichevole                                                              | -                                                                       |                                                                         |
| 24-5-2006                                                               | Oslo                                                                    | Norvegia                                                                | 2 – 2                                                                   | Paraguay                                                                | Amichevole                                                              | -                                                                       |                                                                         |
| 1-6-2006                                                                | Oslo                                                                    | Norvegia                                                                | 0 – 0                                                                   | Corea del Sud                                                           | Amichevole                                                              | -                                                                       |                                                                         |
| 26-3-2008                                                               | Podgorica                                                               | Montenegro                                                              | 3 – 1                                                                   | Norvegia                                                                | Amichevole                                                              | -                                                                       |                                                                         |
| 28-5-2008                                                               | Oslo                                                                    | Norvegia                                                                | 2 – 2                                                                   | Uruguay                                                                 | Amichevole                                                              | -                                                                       |                                                                         |
| 11-10-2008                                                              | Glasgow                                                                 | Scozia                                                                  | 0 – 0                                                                   | Norvegia                                                                | Qual. Mondiali 2010                                                     | -                                                                       |                                                                         |
| 15-10-2008                                                              | Oslo                                                                    | Norvegia                                                                | 0 – 1                                                                   | Paesi Bassi                                                             | Qual. Mondiali 2010                                                     | -                                                                       |                                                                         |
| 28-3-2009                                                               | Rustenburg                                                              | Sudafrica                                                               | 2 – 1                                                                   | Norvegia                                                                | Amichevole                                                              | -                                                                       |                                                                         |
| 1-4-2009                                                                | Oslo                                                                    | Norvegia                                                                | 3 – 2                                                                   | Finlandia                                                               | Amichevole                                                              | 1                                                                       |                                                                         |
| 6-6-2009                                                                | Skopje                                                                  | Macedonia                                                               | 0 – 0                                                                   | Norvegia                                                                | Qual. Mondiali 2010                                                     | -                                                                       |                                                                         |
| 10-6-2009                                                               | Rotterdam                                                               | Paesi Bassi                                                             | 2 – 0                                                                   | Norvegia                                                                | Qual. Mondiali 2010                                                     | -                                                                       |                                                                         |
| 9-9-2009                                                                | Oslo                                                                    | Norvegia                                                                | 2 – 1                                                                   | Macedonia                                                               | Qual. Mondiali 2010                                                     | -                                                                       |                                                                         |
| 10-10-2009                                                              | Oslo                                                                    | Norvegia                                                                | 1 – 0                                                                   | Sudafrica                                                               | Amichevole                                                              | -                                                                       |                                                                         |
| 14-11-2009                                                              | Ginevra                                                                 | Svizzera                                                                | 0 – 1                                                                   | Norvegia                                                                | Amichevole                                                              | -                                                                       |                                                                         |
| 29-5-2010                                                               | Oslo                                                                    | Norvegia                                                                | 2 – 1                                                                   | Montenegro                                                              | Amichevole                                                              | -                                                                       |                                                                         |
| Totale                                                                  |                                                                         | Presenze                                                                | 25                                                                      |                                                                         | Reti                                                                    | 1                                                                       |                                                                         |

## Palmarès

### Club
- Campionato svedese: 1

Malmö: 2004
- Campionato norvegese: 1

Stabæk: 2008
- Supercoppa di Norvegia: 1

Stabæk: 2009

### Individuale
- Gullklokka

2010